# T-Mobile Center
Le T-Mobile Center (anciennement Sprint Center) est une salle omnisports située dans le centre-ville (downtown) de Kansas City, au Missouri. Le bâtiment se trouve sur la 14e Rue & Grand Boulevard, à l'est de Power & Light District, qui est actuellement en construction. L'arène est sponsorisée par T-Mobile US, la filiale américaine de la société allemande de télécommunications Deutsche Telekom. Le nom a été changé de Sprint Center le 9 juillet 2020 après que T-Mobile a acheté l'ancien sponsor de l'arène, Sprint Nextel Corporation (qui avait son siège opérationnel à Overland Park au Kansas) et a retiré le nom de marque « Sprint ».
Le T-Mobile Center a ouvert ses portes au public le 10 octobre 2007, et un concert le 13 octobre de Elton John sera le premier événement organisé dans le bâtiment. La salle a une capacité de 18 000 places pour le hockey et de 19 500 places pour le basketball et dispose de 72 suites ainsi que 1 700 sièges de club. Le T-Mobile Center remplace la Kemper Arena (qui fut construite en 1974) en tant que principale salle omnisports de la ville. En plus, le College Basketball Experience, qui inclut le National Collegiate Basketball Hall of Fame est connecté au nord du T-Mobile Center.
La ville de Kansas City est entrée en discussion avec la LNH et la NBA concernant l'expansion possible ou la relocalisation d'une franchise professionnelle de hockey et/ou de basket-ball dans la nouvelle arène.

## Histoire
Le chantier de construction pour l'arène a commencé le 24 juin 2005. La conception finale, par la Downtown Arena Design Team (une collaboration des cabinets d'architectes 360 Architecture, Ellerbe Becket, HOK Sport et Rafael Architects), a été choisie en août 2005.
Le tournoi de basket-ball masculin de la Big 12 Conference aura lieu au Sprint Center en 2008, marquant le retour du tournoi à Kansas City après trois ans à Dallas et Oklahoma City. Le basket-ball féminin aura lieu dans la salle voisine, le Municipal Auditorium.
L'arène abrite également les sièges sociaux du National Association of Basketball Coaches et du National Collegiate Basketball Hall of Fame qui sont connectés au nord de la salle sur 1301 Grand Boulevard.
L'extérieur du bâtiment est entièrement en verre. À l'intérieur se trouve un écran vidéo LCD 360 degrés. Cette nouvelle salle devrait permettre à Kansas City d'accueillir la plupart des concerts en tournée dans le pays.

## Événements
- Concert de Elton John, 13 octobre 2007
- WWE SmackDown, 23 octobre 2007
- Concert de Rascal Flatts, 25 octobre 2007
- Concert de Van Halen, 26 octobre 2007
- College Basketball Experience Classic, 19 et 20 novembre 2007
- Disney's High School Musical: The Ice Tour, 30 novembre-2 décembre 2007
- AVP Pro Beach Volleyball, 12 janvier 2008
- Concert de Tina Turner, 1er octobre 2008
- Big 12 Conference : tournoi masculin de basketball 2008
- 1er et 2d tours du tournoi du Championnat NCAA de basket-ball, 2009 et 2013
- Concert de Demi Lovato (Demi Lovato: Live In Concert), 22 juillet 2009
- NCAA tournoi féminin de basketball de Division I, 2010
- WWE Money in the Bank, 18 juillet 2010
- Concert de Madonna (The MDNA Tour), 30 octobre 2012
- Concerts de Lady Gaga : The Born This Way Ball Tour le 4 février 2013 & Joanne World Tour le 15 novembre 2017
- Concert de Demi Lovato, Demi World Tour, 23 septembre 2014
- Concert de Demi Lovato et Nick Jonas (Future Now Tour), 6 août 2016
- WWE Raw, 29 avril 2024

## Galerie

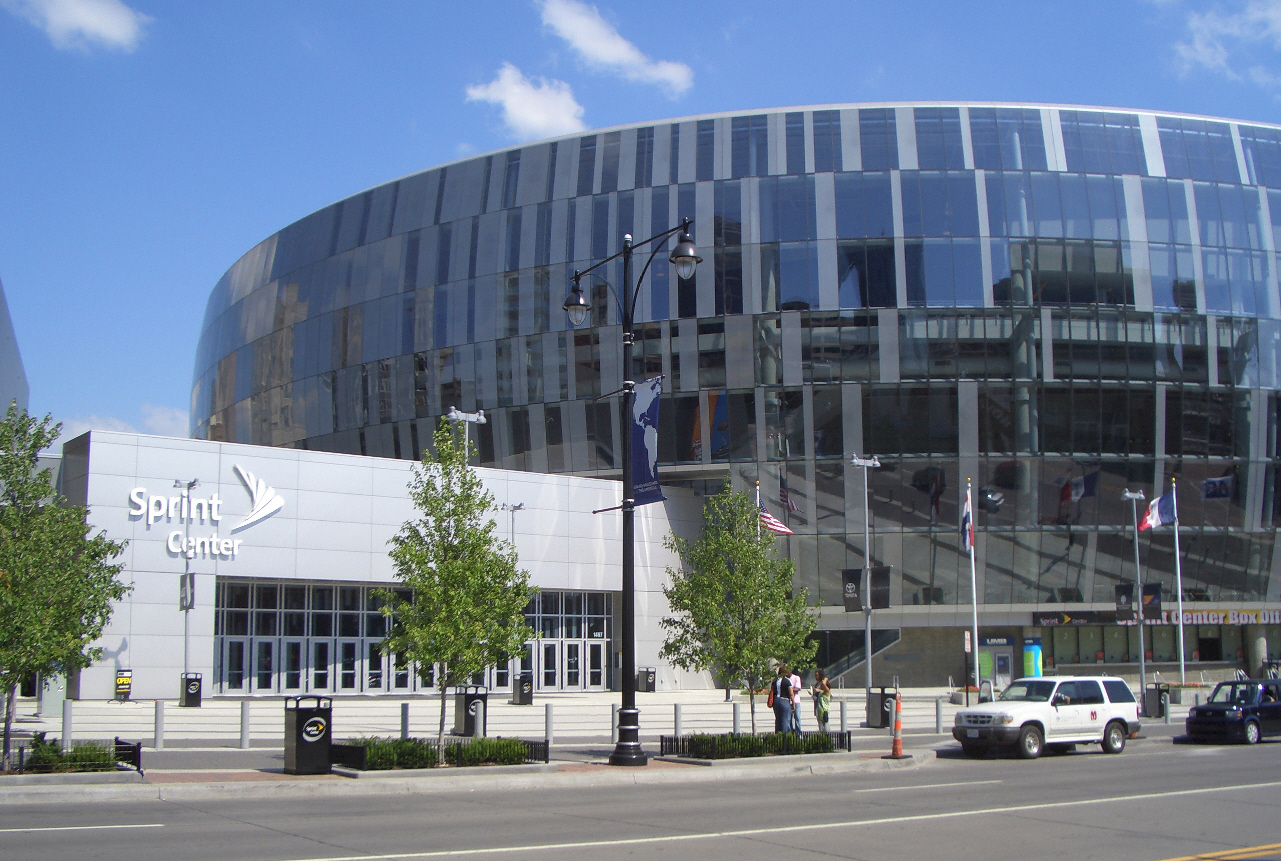
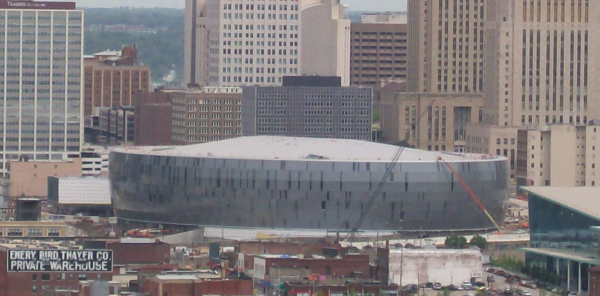